# Peter Crowther
Peter Crowther (n. 1949) este un jurnalist britanic, autor de povestiri scurte, romancier, editor, publicist și antologist. Este fondatorul PS Publishing (împreună cu Simon Conway). A editat o serie de antologii cu tematică științifico-fantastică care au fost publicate de DAW books.  Este editorul Postscripts, o antologie înființată în 2004 și care din 2012 a publicat seria Exotic Gothic.

### Romane de sine-stătătoare
- Escardy Gap (1996) (cu James Lovegrove)
- Fugue on a G-String (1998)
- Gandalph Cohen and the Land at the End of the Working Day (1999)
- The Hand That Feeds (1999)
- After Happily Ever (2000)
- "By Wizard Oak" (2011)

### Serii

#### Forever Twilight
- Darkness, Darkness (Forever Twilight: Book One) (2002) extinsă în mod semnificativ în "Darkness Falling, Forever Twilight": Book 1 (Angry robot, 2011) [9]
- Windows of the Soul (Forever Twilight: Book Two) (2009)

### Colecții de povestiri de Crowther
- The Longest Single Note and Other Strange Compositions (1999)
- Lonesome Roads (1999)
- Cold Comforts (2001) (CDRom)
- Songs of Leaving (2004)
- The Spaces Between the Lines (2007)
- The Land at the End of the Working Day (2008)
- "Jewels in the Dust" (2013) [10]

### Povestiri
- Blue Christmas (1991)
- Constant Companion (1992)
- The Visitor (1992)
- Fallen Angel (1993)
- Rustle (1993)
- Morning Terrors (1994)
- All We Know of Heaven (1995)
- Bindlestiff (1995)
- A Breeze from a Distant Shore (1995)
- Conundrums to Guess (1995)
- Home Comforts (1995)
- The Invasion (1995)
- Too Short a Death (1995)
- The Bachelor (1996)
- The Fairy Trap (1996)
- Halfway House (1996)
- Surface Tension (1996)
- A Worse Place than Hell (1996)
- "Boxing Day" (1997)
- The Killing of Davis-Davis (1997)
- The Last Vampire (1997)
- Palindromic (1997)
- Safe Arrival (1997)
- Three Plays a Quarter (1997)
- Tomorrow Eyes (1997)
- The Unbetrayable Reply (1997)
- Elmer (1998)
- Front-Page McGuffin and the Greatest Story Never Told (1998)
- "The Musician of Bremen, GA" (1998)
- Some Burial Place, Vast and Dry (1998)
- Cat On an Old School Roof (1999)
- The Hand that Feeds (1999) (cu James Lovegrove)
- Late Night Pick-up (1999)
- Old Delicious Burdens (1999)
- Setting Free the Daughters of Earth (1999)
- Shatsi (1999)
- "Circling the Drain" (2000)
- Dream a Little Dream for Me... (2000)
- Songs of Leaving (2000)
- Bernard Boyce Bennington And the American Dream (2001)
- "Things I Didn't Know My Father Knew" (2001)
- "Breathing in Faces" (2002)
- "Jewels in the Dust" (2004"
- "The Doorway in Stephenson's Store" (2005)
- "Thoughtful Breaths" (2006)

## Antologii editate de Crowther
- Narrow Houses (1992)
- Touch Wood (1993)
- Blue Motel (1994)
- Heaven Sent (1995)
- Tombs (1996)
- Dante's Disciples (1997)
- Destination Unknown (1997)
- Tales in Time (1997)
- Tales in Space (1998)
- Moon Shots (1999)
- Foursight (1999)
- Taps and Sighs (1999)
- Futures (2000)
- Mars Probes (2002)
- Infinities (2002)
- Cities (2003)
- Constellations (2005)
- Forbidden Planets (2006)
- We Think, Therefore We Are (2009)

## Premii
- British Fantasy Society :  Cea mi bună colecție (2000) : Lonesome Roads

## Ecranizări
- În serialul TV "Fear Itself", un episod din sezonul 1 (Eater) se bazează pe povestirea cu același nume. Aceeași poveste a fost adaptată anterior ca un episod al seriei britanice de groază de antologie "Urban Gothic".